# Concha Zardoya
Concha Zardoya, właśc. María Concepción Zardoya González (14 listopada 1915 w Valparaíso, zm. 21 kwietnia 2004 w Madrycie) – chilijska poetka i tłumaczka.
Urodziła się w Chile, w hiszpańskiej rodzinie, która na początku lat 30. XX w. powróciła do Hiszpanii. Studiowała na Uniwersytecie Madryckim, w Madrycie poznała Gabrielę Mistral i Pablo Nerudę. W 1944 roku ukazał się jej debiutancki zbiór opowiadań Cuentos del antiguo Nilo, zaś dwa lata później opublikowano jej pierwszy tomik poezji Pájaros del Nuevo Mundo. Do jej kolejnych zbiorów poezji należą m.in. Dominios del llanto i Debajo de la luz. Była także autorką teoretycznych opracowań dotyczących literatury (Historia de la Literatura Norteamericana). Przełożyła na język hiszpański większość utworów Walta Whitmana.